# Заґроби (Підляське воєводство)
Заґроби (пол. Zagroby) — село в Польщі, у гміні Снядово Ломжинського повіту Підляського воєводства.
Населення — 54 особи (2011).
У 1975-1998 роках село належало до Ломжинського воєводства.

## Демографія
Демографічна структура станом на 31 березня 2011 року:
|          | Загалом | Допрацездатний вік | Працездатний вік | Постпрацездатний вік |
| -------- | ------- | ------------------ | ---------------- | -------------------- |
| Чоловіки | 30      | 5                  | 17               | 8                    |
| Жінки    | 24      | 2                  | 12               | 10                   |
| Разом    | 54      | 7                  | 29               | 18                   |